# Newbiggin (Kirkby Thore)
Pour les articles homonymes, voir Newbiggin.
Newbiggin est un village et une paroisse civile de Cumbria, situé dans le nord-ouest de l'Angleterre.